# Narcóticos Anónimos
Narcóticos Anónimos (abreviatura N.A.) es una confraternidad internacional, multilingüe y multicultural sin fines de lucro, fundada en California a finales de los años cuarenta. Se hizo usando varios de los principios, y adaptando un nuevo mensaje, con la aprobación de confraternidad de alcohólicos anónimos. La misma tiene como propósito principal que sus participantes, mediante la práctica del programa de 12 pasos, se mantengan sin consumir ningún tipo de drogas (mantenerse limpios) de sólo por hoy y "llevar el mensaje al adicto que todavía sufre". Uno de sus principios rectores es que "un adicto -cualquier adicto- puede dejar de consumir drogas, perder el deseo de consumirlas y descubrir una nueva forma de vivir".
Narcóticos Anónimos no está afiliada a otras organizaciones, incluidos otros programas de doce pasos, centros de tratamiento ni instituciones penitenciarias. Tampoco emplea asesores profesionales ni terapeutas y no tiene centros de internamiento ni clínicas; no ofrece servicios de orientación vocacional, de asesoramiento legal, financiero, psiquiátrico ni médico.
Narcóticos Anónimos, únicamente, tiene por misión brindar un ambiente en el cual los adictos puedan ayudarse mutuamente a dejar de consumir drogas y encontrar una nueva forma de vida. Para ello lleva adelante reuniones regulares con el fin de ayudarse a permanecer «limpios», compartir su experiencia y supuestamente practicar el programa de recuperación de doce pasos. Algunos de sus miembros solo detienen el consumo de drogas pero no practican los pasos, ni ejercen un cambio profundo en su personalidad.
NA ofrece un proceso voluntario, libre, gratuito y un estado de abstinencia completa de todo tipo de drogas. El único requisito es querer dejar de consumir. El lema es: Nunca más solo. Sólo por hoy no consumas pase lo que pase.
El programa funciona sólo por hoy, para reducir defectos, trabajar con otros y llevar el espíritu del perdón a cualquier ofensa. 
Es un programa espiritual (principios), no religioso.

## Composición y demografía
La tercera tradición de NA define que el único requisito para ser miembro es "el deseo de dejar de consumir".
NA dice que sus reuniones son donde los miembros pueden "reunirse regularmente para ayudarse mutuamente a permanecer limpios (...) sin que importe su edad, raza, identidad sexual, credo, religión ni falta de esta última". Se entiende por estar limpios como la abstinencia completa de toda sustancia psicoactiva, incluyendo drogas legales como el alcohol y medicación en caso de no haber sido recetada por un profesional.
NA es libre y gratuito, sin cuotas de inscripción u honorarios.
La base del programa de Narcóticos Anónimos es en teoría los Doce Pasos y las Doce Tradiciones; aunque rara vez son practicados por sus miembros ellos constituyen "los principios que hacen posible la recuperación".

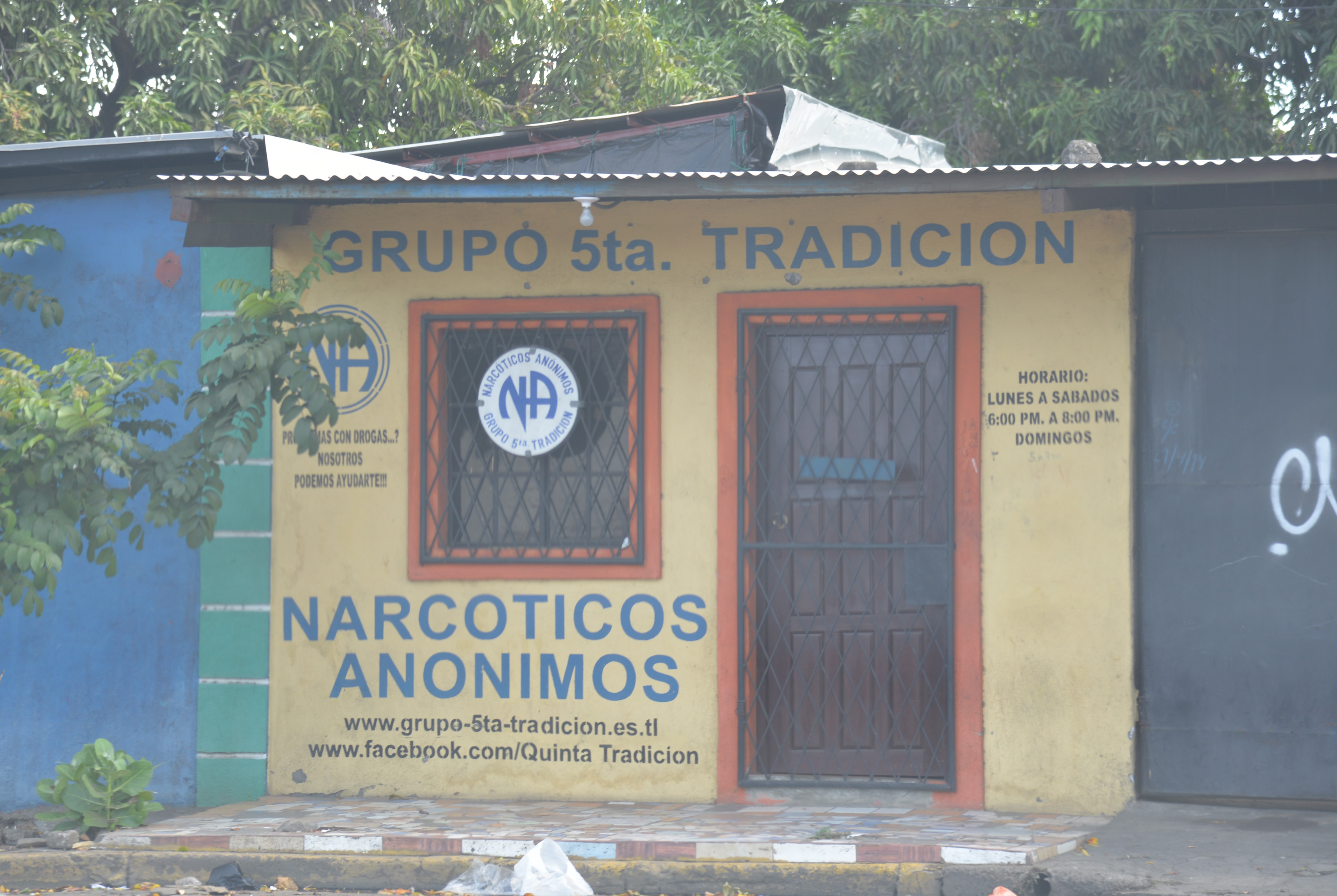
Narcóticos Anónimos en Managua

En la actualidad Narcóticos Anónimos funciona en 129 países transformándola en una confraternidad amplia ( aunque desordenada ) a nivel  internacional, de carácter multilingual  y multicultural. Según información de difusión pública de la organización, Narcóticos Anónimos está establecida en buena parte de las tres Américas, Europa occidental, Australia, Oriente Medio, Nueva Zelanda y Europa oriental. Los grupos y las comunidades de NA recién formados se extienden por el subcontinente Indio, África y Asia oriental", con más de 61.800 reuniones semanales y materiales escritos disponibles en 41 idiomas.

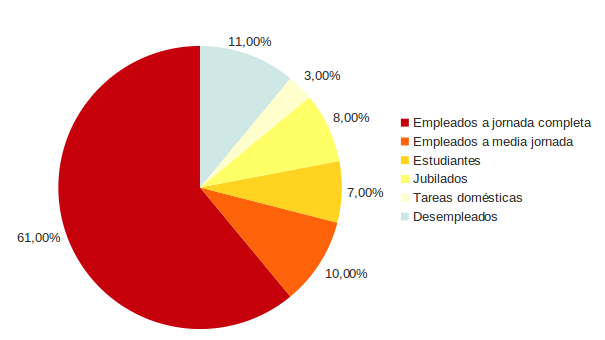
Gráfica de inserción laboral de miembros de NA, elaborada sobre la base de resultados publicados en material de difusión organizacional.

De acuerdo a datos de una encuesta efectuada a aproximadamente 17.492 miembros de NA y publicados material interno todos los orígenes étnicos y religiosos están representados en NA, variando de un país a otro los estratos socioeconómicos de sus miembros. Aunque si bien suelen ser los miembros de una clase económica o social determinada los que fundan y apoyan a la mayoría de las comunidades de NA en desarrollo del mundo "cuando una comunidad de NA en desarrollo alcanza cierto grado de madurez, el conjunto de sus miembros suele ser el reflejo de la diversidad u homogeneidad del entorno cultural imperante".
Respecto del origen étnico de los miembros, los datos del estudio arrojan que el mismo se presenta como representativo del lugar geográfico en el que se ha realizado la encuesta pero en términos globales el 74% son de origen caucásico, el 11% afroamericanos, 8% hispanos, el 7% proviene de otros orígenes étnicos.
En la composición por sexos, la encuesta demuestra que 53% de los miembros son hombres y 47% mujeres; mientras que a nivel etario el 2% de los miembros son menores de 20 años, el 13% se encuentran en la franja de entre los 21 y 30 años, el 19% entre los 31 y 40 años, el 32% entre los 41 y 50 años, el 27% de 51 a 60 años y el 7% tienen más de 60 años.
Finalmente respecto de la situación laboral, el 61% de los miembros son empleados a jornada completa; el 10% empleados a media jornada, el 11% desempleados, el 8% jubilados, el 7% estudiantes y el 3% se dedican a tareas del hogar.

## De adictos para adictos.
Tal como se ha indicado, la Tercera Tradición no existen limitación alguna para el ingreso a la confraternidad más que el sincero deseo de dejar de consumir, sin importar tampoco el tipo de droga, cantidades, frecuencias o modos de uso.

Una de las principales características principales de la confraternidad es su carácter no profesional.En referencia a ello la confraternidad se describe a sí misma, a través de su Octava Tradición en la cual se indica que 
"[En Narcóticos Anónimos] No tenemos hospitales, ni centros de tratamiento, ni clínicas ambulatorias, ni ninguno de los servicicios ligados a tareas profesionales. No diagnosticamos el estado de nadie ni evaluamos la evolución de nuestros pacientes: de hecho, no tenemos pacientes, sólo miembros. Nuestros grupos no ofrecen servicios profesionales terapéuticos, médicos, legales ni psiquiátricos." .
En tal sentido, si bien cualquier adicto a las drogas -sin o con formación profesional- puede ser miembro, para el caso de aquellos miembros que posean formación profesional (en medicina, psiquiatría, psicología o cualquier otro tipo de profesión terapéutica que haya desarrollado conocimientos vinculados al tratamiento de adicciones) su participación es exclusivamente como adicto con una experiencia personal propia y un mensaje a compartir. Así, tal como se indica en la literatura
"La esencia de la recuperación de la adicción a la manera de NA consiste en un adicto que ayuda a otro" .
Para la confraternidad, dicha recuperación se administra mediante la transmisión del mensaje o testimonio que cada adicto puede dar sobre su experiencia personal de adicción y recuperación.

En referencia a ello la incipiente literatura de la confraternidad indica que 
"Lo único que ofrecemos es nuestra experiencia colectiva práctica para llegar a estar limpios y aprender a vivir limpios. El valor de nuestro programa proviene de la identificación y confianza que existen entre un adicto y otro" .
Para Narcóticos Anónimos
"(...) el valor terapéutico de un adicto que ayuda a otro no tiene igual" .

### Reuniones.
Tal como se consigna en la publicación "Los doce conceptos de servicio de Narcóticos Anínimos", en teoría el propósito primordial de la confraternidad es llevar el mensaje de recuperación al adicto que todavía sufre de la adicción activa. El mismo, según la primitiva  literatura de la confraternidad consiste en que "un adicto, cualquier adicto, puede dejar de consumir drogas, perder el deseo de consumirlas y descubrir una nueva forma de vida" . Para ello
"El medio principal para llevar ese mensaje de un adicto a otro son las reuniones. Estas miles de desordenadas reuniones diarias de recuperación que celebran los diferentes grupos de NA alrededor del mundo son el servicio más importante que ofrece" .
En dichas reuniones los miembros participan hablando espontáneamente, por monólogo y supuestamente con un tiempo acotado, acerca de sus experiencias, tanto durante la adicción activa como durante su recuperación de la adicción a las drogas y su vida limpios; siendo moderadas de forma ligera por los mismos miembros de la comunidad de forma rotativa.
Los programas de intervención más implementados en este respecto son aquellos que reducen de manera eficaz el consumo de drogas ilícitas y sus consecuencias negativas, y que son, además, eficaces en función de costos. Entre estos se encuentra el programa «12 pasos», inspirado en el sistema empleado por Alcohólicos Anónimos, y que busca la abstinencia total. Dicho programa se emplea tanto por parte de grupos de autoayuda como en terapias profesionales.
Una revisión sistemática de 10 estudios, nueve realizados en Estados Unidos y uno en Reino Unido, evaluó las intervenciones de «12 pasos» para participantes dependientes de drogas ilícitas. La principal evidencia sugiere que estos programas no son ni mejores ni peores que intervenciones psicosociales alternativas en disminuir el consumo de drogas. Sin embargo, estos resultados deben interpretarse con precaución, dada la limitada cantidad de evidencia disponible y a ciertas fallas metodológicas, por lo que se requiere de mayor evidencia con respecto a la eficacia de este tipo de intervención, especialmente en grupos de autoayuda.

#### Reuniones abiertas y cerradas.
N.A. celebra en los diferentes grupos distintos tipos de reuniones: principalmente caracterizables entre cerradas y abiertas.
Las reuniones cerradas son las más frecuentes y son para la participación exclusiva de personas que se autoidentifiquen como adictos.
En las reuniones abiertas se abre la participación a cualquier persona interesada en participar, siendo habitual la participación de familiares y amigos de adictos en recuperación, así como también profesionales de la salud e investigadores interesados en la perspectiva de recuperación de la confraternidad.
La calidad de abierta o cerrada de cada reunión se establece con anticipación, estando disponible tanto al público en general como a los adictos, principalmente en el caso de estos últimos, para que puedan mantener su anonimato personal si así lo desean.

#### Financiación de las reuniones e independencia.
Tal como se consigna en la Séptima Tradición de la confraternidad, si bien es habitual que las reuniones se celebren en iglesias, edificios públicos y/o centros comunitarios, según lo expresa la literatura de la organización NA, no está asociada a ninguna de estas organizaciones, pagando además -tal como lo observa la Séptima Tradición de la organización- el alquiler por cada uno de estos salones.
En dichas reuniones, se hace una ronda de "canasta" la cual cada participante deja dinero (voluntario). Este último ítem no es obligatorio, por ende, si la persona no cuenta con dinero puede asistir sin problemas a las reuniones sin ningún impedimento.

## Publicaciones.
Desde sus primera épocas Na generó diferentes tipos de publicaciones -principalmente libros de texto y folletos de difusión además de publicaciones periódicas- escrita por adictos, la cual tiene como propósitos ofrecer identificación a los miembros de la comunidad y llevar un mensaje de esperanza al adicto que todavía sufre; siendo una poderosa herramienta de recuperación.

Tal como se reseña en el artículo "NA a los 60: un legado de esperanza; un futuro de promesa"
"La primera publicación de NA, «Narcóticos Anónimos», salió alrededor de 1956. Era un folleto informativo de ocho páginas que contenía «20 preguntas» y una sinopsis del programa de NA, los Doce Pasos y las direcciones de los grupos de Studio City en San Diego, California. Este folleto condujo a la creación del Librito Blanco original en 1962, que dio comienzo al legado de creación de literatura, tal como lo conocemos hoy en día".
Luego de eso, en 1975, se escribió The NA Tree [El árbol de NA] y recién en 1983, casi 30 años después del inicio de la confraternidad, salió a la luz por primera vez lo que hoy se conoce como Texto Básico.
En octubre de 1979, en Wichita (Kansas, EE.UU.) se celebró la primera Conferencia Mundial de Literatura de la confraternidad, instalándose también de modo regular un Comité de Literatura dentro del marco de la Conferencia Mundial de Servicio.

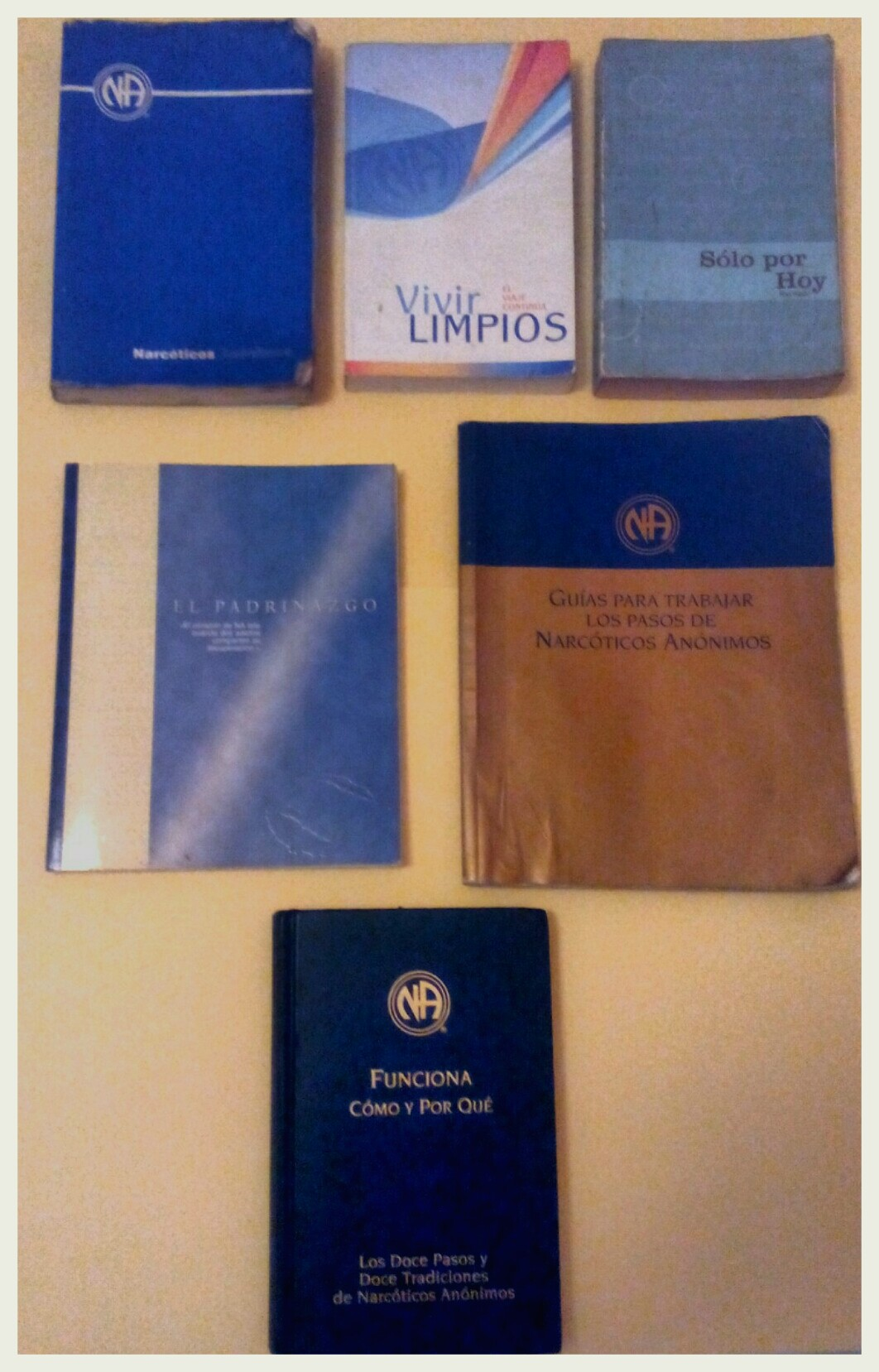
Libros de Narcóticos Anónimos publicados en español.

### Libros.
NA dispone de los siguientes libros en español:
- Narcóticos Anónimos: Texto Básico. Publicado por primera vez en 1983, en 2010 se ha publicado la sexta edición siendo al momento la edición vigente a la cual se han agregado testimonios de recuperación de miembros de la confraternidad de diferentes partes del mundo.
- Sólo por hoy. Texto de meditaciones diarias de recuperación, publicado por primera vez en 1992.

- Guía para trabajar los pasos de Narcóticos Anónimos. desarrolla diferentes aspectos vinculados a los doce pasos, incluyendo conjuntos de preguntas sobre los mismos a fin de favorecer la reflexión sobre estos diferentes aspectos.
- Funciona: cómo y por qué. Publicado por primera vez en 1993 contiene veinticuatro ensayos sobre los doce pasos y las doce tradiciones.
- Guía de introducción a Narcóticos Anónimos. Editado en formato de bolsillo ha sido concebido principalmente para los recién llegados, el mismo contiene una selección de capítulos del Texto Básico en su primera edición y diez folletos de información pública.
- El padrinazgo.Compila experiencias de los miembros en torno a la relación de padrinazgo recuperando la variedad de experiencias desarrolladas por la comunidad mundial de Narcóticos Anónimos